# Стихи.ру
Стихи́.ру́ — сайт русского Интернета, ставящий своей целью «предоставить всем авторам возможность свободной публикации своих произведений в сети Интернет и найти читателей». Открыт 18 января 2000 года, первоначально располагался на серверной площадке Gay.ru. Вместе с аналогичным сайтом Проза.ру и ресурсом klassika.ru входит в созданный Дмитрием Кравчуком Русский литературный клуб.

## Появление
По утверждению Дмитрия Кузьмина, первоначально возник на основании сайта «Голубая волна», спутника первого российского сетевого ЛГБТ-проекта Gay.ru. Уже после открытия сайта на Gay.ru располагалась его ограниченная версия, проект «Стихия».
Основатель сайта выпускник МФТИ Дмитрий Кравчук говорит, что сайт был основан совместно с его другом поэтом-любителем Дмитрием Сазоновым после проведенного ими в Интернете конкурса стихов, когда стало ясно, что авторам нужен сайт для публикации своих произведений и общения. Одновременно был основан и Проза.ру.

## Популярность
Сайт занимает первое место в рейтинге литературных сайтов Rambler и Mail.ru.
По состоянию на 10 ноября 2015 года 656 588 авторов опубликовали на сайте 31 081 427 произведений. «Как ни относись к этому ресурсу, его посещаемость устойчиво растёт», — отмечала в 2011 году «Литературная газета». По мнению другого автора того же издания, привлекательность сайта для авторов связана с отсутствием жёстких запретов: «Сайт принимает любые тексты практически без ограничений. Имеется даже раздел матерных стихов и частушек. Если продолжить аналогию с гостиницами, то перед нами хостел. Недорогая гостиница с ненавязчивым сервисом. Зато почти никаких запретов». Как следствие на сайте публикуются авторы с самыми разными, порой противоположными взглядами на творчество. «Стоит зайти на сайт Стихи. ру, чтобы поразиться тамошнему разливанному морю. Глаза разбегаются. Кого вы только здесь не встретите: истовых православных евреев, машущих кадилами так, что и русскому не снилось, огромную толпу сервильных эпигонов Бродского, стройные ряды борцов с коммунизмом, пропустивших момент его падения, жёстких оппозиционеров современной российской власти, которые чем дальше от России живут, тем отчаяннее и непримиримее с этой властью борются».
В научной статье «Феномен популярности интернет-поэзии через исследование её читателя» приводятся данные сравнения Стихи.ру и Проза.ру, согласно которым на 27 сентября 2018 года авторов стихотворений почти в 3 раза больше, чем авторов прозаических произведений, а количество опубликованных стихотворных текстов превышает в 6 раз число прозаических.
В материале «Российской газеты», посвященному 20-летию сайта Стихи.ру и опубликованному в 2020 году, говорится, что на сайте более 1 млн зарегистрировавшихся авторов, опубликовано почти 60 млн произведений, а посещаемость сайта дает более 116 млн просмотров в месяц.

## Сервисы и возможности
Авторы могут оставлять друг другу комментарии, писать рецензии (бесплатно), за плату выводить на главную страницу анонсы своих произведений.
Кроме того, пользователи могут приглашать читателей на свои страницы (услуги платные). В качестве расчётных средств используются как российские рубли, так и внутренние расчётные единицы — баллы.
Ведётся рейтинг произведений на основании оценок пользователей, а также других параметров.
Пользователям предоставляется возможность вести дневники. В них ведется модерация: запрещены троллинг и кибербуллинг, а также оскорбления и ненормативная лексика. В то же время в самих произведениях на сайте ненормативная лексика разрешена, если она не связана с личными оскорблениями, но такие произведения маркируются отметкой «18+»
К наиболее интересным сервисам сайта относится так называемый «Помощник поэта». Программа «поможет вам подобрать рифму к любому слову, а также сочинить стихотворение».
Интересно, что с помощью этой программы журналист телеканала «Россия» Борис Соболев написал сборник стихотворений «Вещь не в себе», приписанный вымышленному поэту Б. Сивко (аббревиатура от «бред сивой кобылы»).
Небо разбилось на мелкие части,
И россыпи бледных лун
С осколков на нас таращатся,

Словно тысячеглазый шалун.
За сборник «Вещь не в себе» Московская городская организация Союза писателей России наградила Б. Сивко дипломом литературно-общественной премии «Золотая осень» имени С. А. Есенина с вручением одноимённого ордена «За верное служение отечественной литературе». Этому событию был посвящён телевизионный сюжет «Страна героев».

А так ли уж важно, с подделкой мы имеем дело или с оригиналом? Может быть, стихи — это всего лишь пища для нашего сознания, и может она быть как натуральной, так и искусственной? Её питательная ценность целиком зависит от нашего внутреннего восприятия и от «культурного слоя» — общепринятых правил интерпретации образов, штампов. Может быть, если изготовить сложную и качественную машину для изготовления суррогатов (моя — примитивная и некачественная, на уровне эксперимента), то эти суррогаты смогут хотя бы частично заменить нам рукотворные плоды искусства? А если эта машинка к тому же будет сама обучаться, сможет «накапливать» наш культурный слой — и всегда выдавать продукцию с высоким коэффициентом актуальности — то, может быть, она станет самым лучшим творцом?— Дмитрий Кравчук

## Оценка литературным сообществом
Обозревая феномен Стихи.ру и сайтов со свободной публикацией, Мария Галина в 2007 отмечала:

Уверена, на «стихире» до сих пор есть очень хорошие поэты, но поиск их затруднён, поскольку (цитирую) «На текущий момент на нашем сервере зарегистрировано 112 000 авторов». <…> Автор вывешивает стихотворение для тех, кто ему симпатичен. Читают его либо знакомые, либо люди, близкие по духу и литературному уровню, либо — не боюсь показаться циником — рассчитывающие, что на их стихотворение хвалимый автор вывесит такой же комплиментарный отзыв. Безвредная слабость? Нет, скорее девальвация самой системы «стихотворение — читательский отклик». <…> Графомания была всегда — количество графоманов зависит только от уровня грамотности. Единственное отличие, которое подарил графоманам Интернет, — обратная связь, восторженные отзывы на посредственные тексты, утверждающие автора во мнении: он поэт!
Другие представители профессионального литературного сообщества оценивают сайт сходным образом. «Это — как писать тексты на заборе», — полагает Андрей Грицман, «графоман-сайтом» именует Стихи.ру Алексей Алёхин, «сайт „Стихи.ру“ с десятью тысячами авторов — это экологическая катастрофа!» — считает Леонид Костюков. «Достаточно заглянуть на сайт „Стихи.ру“, чтобы увидеть, какой крайне малый процент текстов, выдаваемых авторами за поэзию, имеет к ней хотя бы отдалённое отношение», — говорит новосибирский поэт Борис Гринберг. «На сайте Стихи.ру публикуют произведения уже почти 250 000 авторов! И это ужасающее число ведь нисколько не говорит о качестве стихосложения, о поэзии и прочем высоком. А лишь о том, что наряду со всяческими птичьими и свиными гриппами нас косит и пандемия графомании», — сетует харьковский поэт Станислав Минаков. Кураторы сайта Стихи.ру — «люди грамотные и, по всей видимости, сверхциничные», полагает литературный критик Анна Кузнецова.
В то же время, как указывает Галина, на сайте Стихи.ру начинали свой путь к читателю некоторые в дальнейшем признанные поэты — в частности, Геннадий Каневский, Ксения Маренникова. С ней соглашается критик Игорь Панин: «…там немало действительно хороших поэтов, многие известные ныне авторы вышли именно из таких сайтов. Того же Андрея Коровина можно вспомнить. Или Бориса Панкина. Покойных Игоря Алексеева и Валерия Прокошина». В разное время на сайте публиковали свои произведения также Яшка Казанова и другие известные поэты. Например, Бахыт Кенжеев признался, что ради эксперимента разместил на сайте стихи, написанные от лица своей пародийной литературной маски по имени «Ремонт Приборов»: «Пару лет назад я совершил довольно некрасивый поступок. А именно: разместил очередные патриотические стихи Ремонта Тимофеевича (под другим именем) на сайте „Стихи.ру“. Там был и беловежский сговор, и американские империалисты, и всё прочее. К моему великому смущению, читатели прислали пару десятков восторженных отзывов…»
В материале «Литературной России», опубликованном в 2015 году, отмечается, что редакционная комиссия сайта предлагала номинировать на национальную литературную премию «Поэт года» за 2015 год Юрия Поликарповича Кузнецова, умершего в 2003 году, но литературная страничка которого ведется на сайте. Автор материала Евгений Богачков указывает, что виной тому возможно даже не «бескультурье и нерадивость экспертов», а использование интернет-роботов для подобных номинаций, и добавляет:
Ждём, когда номинируют также Александра Башлачёва, Николая Тряпкина и других замечательных поэтов, чьи стихи разбавляют нескончаемые потоки графомании на «народном» стихо-сайте…

## Известные авторы
Как сообщает Дмитрий Кравчук, на сайте размещалась реклама рок-оперы Евгения Евтушенко «Идут белые снеги»: «Для поддержки рок-оперы „Идут белые снеги“ его пресс-служба попросила нас провести рекламные мероприятия на сервере Стихи.ру. Мы сделали для него страничку и опубликовали там некоторые стихи. Это была целая рекламная кампания с розыгрышами приглашений на рок-оперу, с конкурсами пародий на Евгения Александровича и пр. А ведь это Евтушенко, которому, казалось бы, никакая реклама не нужна. Тем не менее он счёл необходимым проанонсировать своё мероприятие в Сети и привлечь интернет-аудиторию». По заявлению Кравчука, на сайте также есть две страницы Андрея Вознесенского: «Размещал он стихи и на нашем сайте, правда, не сам, а через своего секретаря. Кстати, на сайте было две его страницы: одна под реальной фамилией, другая — под псевдонимом. Что любопытно, на первой читатели оставляли восторженные или, наоборот, критические отзывы, кипели жаркие дискуссии, а вторая так и осталась никому не известной, хотя на ней тоже были размещены стихи мэтра».

## Мероприятия
Среди авторов сайта проводится отбор на национальную премию «Поэт года».
Также с 2012 года действует совместный литературно-критический проект портала и газеты «Вечерняя Москва». Он представляет собой телевизионный интернет-проект, в котором принимают участие приглашенные поэты и критики. Конкурс проходит в несколько этапов. В рамках каждого из них в студию приходят три поэта, которые по очереди выходят на сцену и читают свои стихи, после чего критики высказывают свое мнение. В финале сезона участники проекта борются за звание «Народный поэт».
В 2013 году проект получил диплом «За сохранение традиций отечественной литературы и русского языка» от Федерального агентства по печати и массовым коммуникациям.

## Издательство
Существует издательский отдел сайта (где авторам предлагаются платные услуги за публикацию их произведений от 500 руб. за страницу) — издательство «Авторская книга», выпустившее более 200 книг.